# Saint-Priest (Creuse)
Pour les articles homonymes, voir Saint-Priest (homonymie).
Saint-Priest (prononcé [sɛ̃pʁi]) est une commune française située dans le département de la Creuse, en région Nouvelle-Aquitaine.

## Géographie

### Généralités

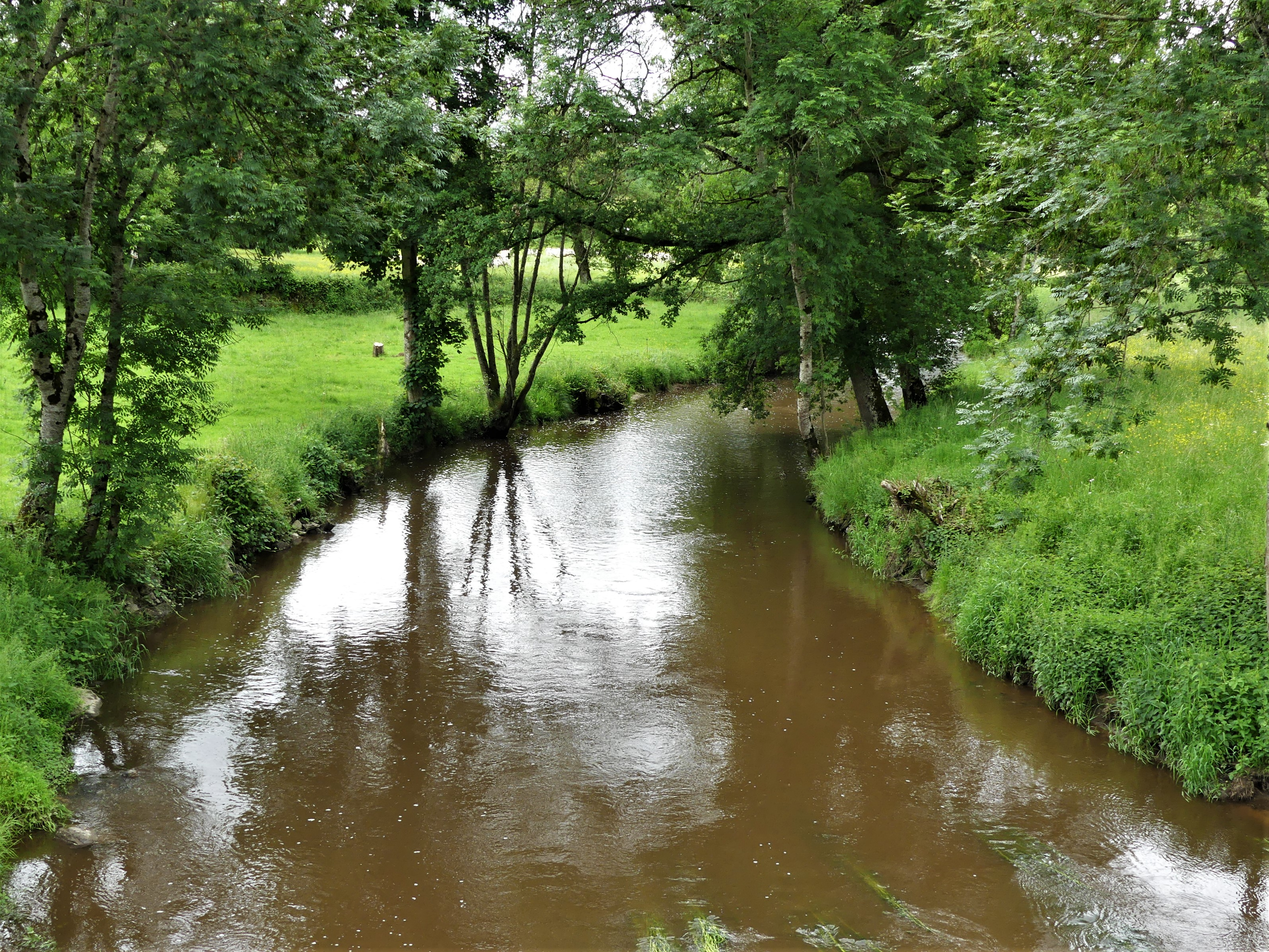
La Tardes au pont de Bonlieu.

Dans la moitié orientale du département de la Creuse, la commune de Saint-Priest s'étend sur 22,34 km2. Elle est arrosée au sud-ouest sur près de deux kilomètres par la Tardes. Ses affluents, la Valette — également appelée Vezelle — et la Méouze, arrosent le territoire communal sur respectivement près de quatre kilomètres et deux kilomètres.
L'altitude minimale 420 mètres se trouve localisée à l'extrême sud-ouest, près de l'ancienne abbaye de Bonlieu, là où la Tardes quitte la commune et sert de limite entre celles du Chauchet et de Peyrat-la-Nonière. L'altitude maximale avec 585 mètres est située au sud, près du lieu-dit le Montmoreau.
À l'intersection des routes départementales (RD) 24 et 65, le bourg de Saint-Priest est situé, en distances orthodromiques, vingt kilomètres au nord-est d'Aubusson.
Le territoire communal est également desservi par les RD 4 et 41.

### Communes limitrophes
Saint-Priest est limitrophe de six autres communes. Au sud-ouest, son territoire est distant d'environ 500 mètres de celui de Saint-Domet.
|                   | Tardes                    | Sannat  |
| Le Chauchet       | Saint-Priest              |         |
| Peyrat-la-Nonière | La Serre-Bussière-Vieille | Mainsat |

### Climat
Pour des articles plus généraux, voir Climat de la Nouvelle-Aquitaine et Climat de la Creuse.
Historiquement, la commune est exposée à un climat montagnard.  
En 2020, Météo-France publie une typologie des climats de la France métropolitaine dans laquelle la commune est exposée à un climat de montagne et est dans la région climatique  Ouest et nord-ouest du Massif Central, caractérisée par une pluviométrie annuelle de 900 à 1 500 mm, maximale en automne et en hiver.
Pour la période 1971-2000, la température annuelle moyenne est de 9,8 °C, avec  une amplitude thermique annuelle de 15,3 °C. Le cumul annuel moyen de précipitations est de 917 mm, avec 11,9 jours de précipitations en janvier et 7,6 jours en juillet. Pour la période 1991-2020, la température moyenne annuelle observée sur la station météorologique la plus proche, située sur la commune de Lupersat à 11,4 km à vol d'oiseau, est de 10,8 °C et le cumul annuel moyen de précipitations est de 934,9 mm,. Pour l'avenir, les paramètres climatiques de la commune estimés pour 2050 selon différents scénarios d’émission de gaz à effet de serre sont consultables sur un site dédié publié par Météo-France en novembre 2022.

## Urbanisme

### Typologie
Au 1er janvier 2024, Saint-Priest est catégorisée commune rurale à habitat très dispersé, selon la nouvelle grille communale de densité à 7 niveaux définie par l'Insee en 2022.
Elle est située hors unité urbaine et hors attraction des villes,.

### Occupation des sols
L'occupation des sols de la commune, telle qu'elle ressort de la base de données européenne d’occupation biophysique des sols Corine Land Cover (CLC), est marquée par l'importance des territoires agricoles (98,1 % en 2018), une proportion identique à celle de 1990 (98,1 %). La répartition détaillée en 2018 est la suivante : 
prairies (74,2 %), zones agricoles hétérogènes (23,8 %), forêts (1,9 %), terres arables (0,1 %). L'évolution de l’occupation des sols de la commune et de ses infrastructures peut être observée sur les différentes représentations cartographiques du territoire : la carte de Cassini (XVIIIe siècle), la carte d'état-major (1820-1866) et les cartes ou photos aériennes de l'IGN pour la période actuelle (1950 à aujourd'hui).

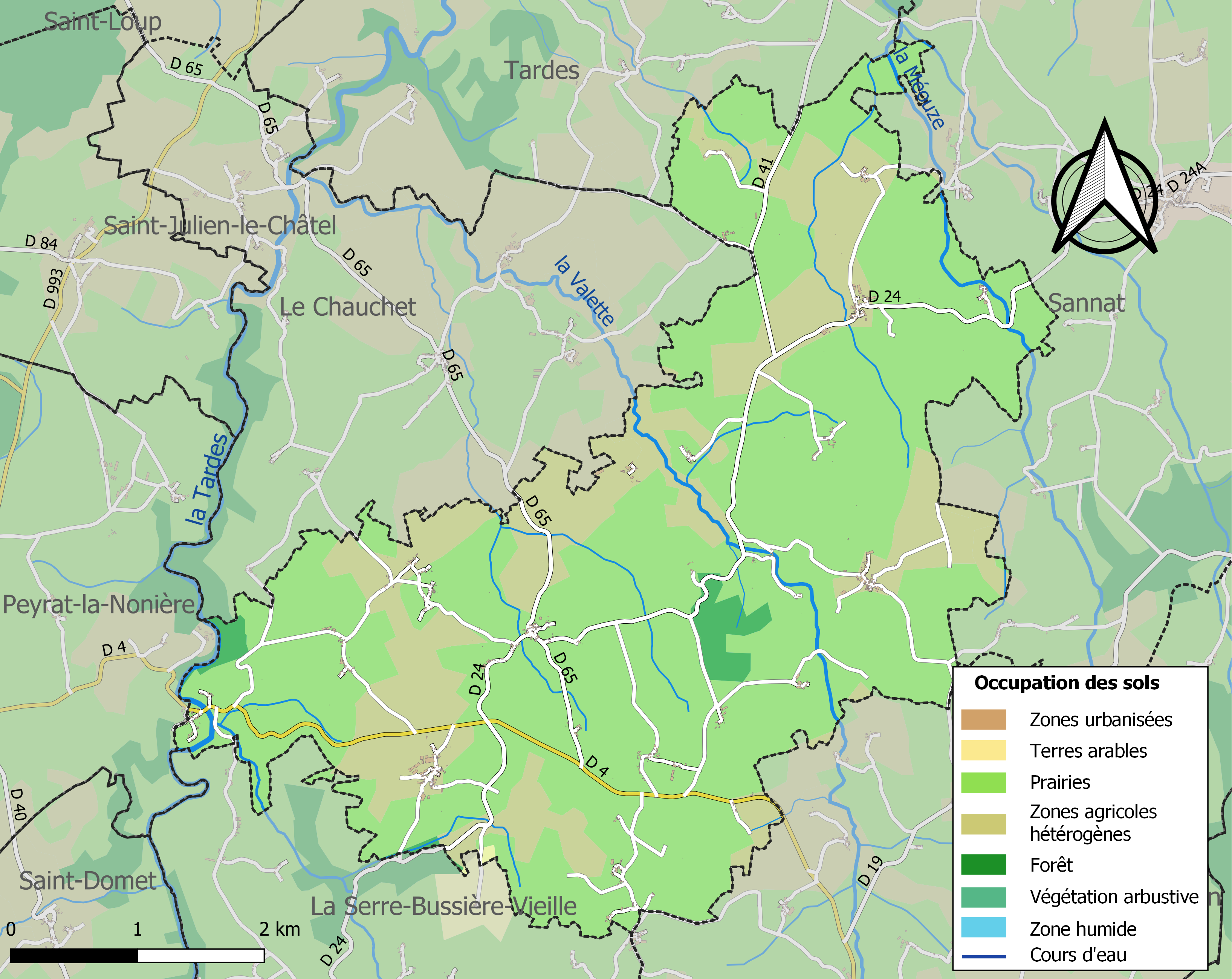
Carte des infrastructures et de l'occupation des sols de la commune en 2018 (CLC).

### Risques majeurs
Le territoire de la commune de Saint-Priest est vulnérable à différents aléas naturels : météorologiques (tempête, orage, neige, grand froid, canicule ou sécheresse) et séisme (sismicité faible). Il est également exposé à un risque particulier : le risque de radon. Un site publié par le BRGM permet d'évaluer simplement et rapidement les risques d'un bien localisé soit par son adresse soit par le numéro de sa parcelle.

#### Risques naturels

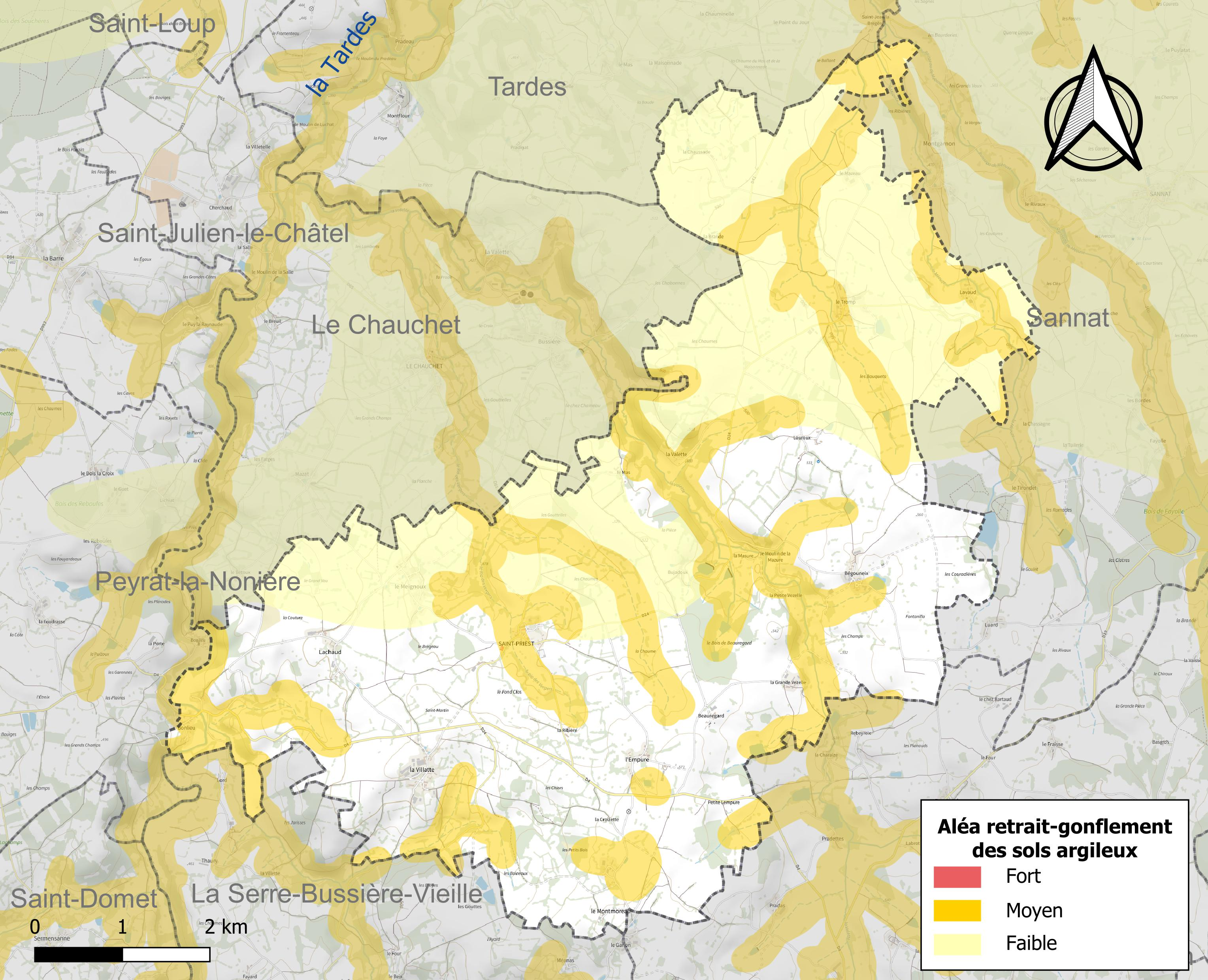
Carte des zones d'aléa retrait-gonflement des sols argileux de Saint-Priest.

Le retrait-gonflement des sols argileux est susceptible d'engendrer des dommages importants aux bâtiments en cas d’alternance de périodes de sécheresse et de pluie. 30,5 % de la superficie communale est en aléa moyen ou fort (33,6 % au niveau départemental et 48,5 % au niveau national). Sur les 164 bâtiments dénombrés sur la commune en 2019, 65 sont en aléa moyen ou fort, soit 40 %, à comparer aux 25 % au niveau départemental et 54 % au niveau national. Une cartographie de l'exposition du territoire national au retrait gonflement des sols argileux est disponible sur le site du BRGM,.
Par ailleurs, afin de mieux appréhender le risque d’affaissement de terrain, l'inventaire national des cavités souterraines permet de localiser celles situées sur la commune.
La commune a été reconnue en état de catastrophe naturelle au titre des dommages causés par les inondations et coulées de boue survenues en 1982 et 1999. Concernant les mouvements de terrains, la commune a été reconnue en état de catastrophe naturelle au titre des dommages causés par la sécheresse en 2019 et par des mouvements de terrain en 1999.

#### Risque particulier
Dans plusieurs parties du territoire national, le radon, accumulé dans certains logements ou autres locaux, peut constituer une source significative d’exposition de la population aux rayonnements ionisants. Certaines communes du département sont concernées par le risque radon à un niveau plus ou moins élevé. Selon la classification de 2018, la commune de Saint-Priest est classée en zone 3, à savoir zone à potentiel radon significatif.

## Toponymie
Le nom de la localité est attesté sous les formes Sanctus Praejectus en 1197, Villa Sancti-Prejecti en 1202, Saint Pricst la Marche en 1555, Saint Prest en 1611.
Du nom roman praejectus issu du latin praejacere : « être en avant », ce qui s'interprète en anthroponymie par « celui qui est projeté / élevé par la foi ».
Durant la Révolution, de pluviôse an II à floréal an III, la commune porte le nom de La Républicaine,.

## Histoire
Une nécropole gallo-romaine a été fouillée de 1971 à 1987 au lieu-dit Louroux ; elle a révélé 173 sépultures à incinération.
En 1195, la Villatte et le Montmoreau étaient des granges de l'abbaye de Bonlieu, c'est-à-dire des centres agricoles dirigés par un moine dit « grangier ». Au début du XIVe siècle, Saint-Priest appartient à la châtellenie de Sermur et passe avant la Révolution au Pays de Combraille. À la Révolution, elle dépend du canton de Mainsat de 1790 à 1801. En 1890, on recense 841 habitants dans la commune dont 95 dans le bourg. À la même date, le village du Meignoux, dénommé le Mesnyoulx en 1521, était le plus gros village de la commune avec 73 habitants.
- Le Tromp, en 1199 « Capella dels Trons », constituait une paroisse qui dépendait, au début du XIVe siècle, de la châtellenie de Chambon. Elle a fait partie du canton de Mainsat de 1790 à 1801. Le 20 décembre 1835, cette commune de 310 habitants a été fusionnée[19] avec ses dix villages (Bégouneix, la Chaussade, Grande Vezelle, Lavaux, le Mazeau, la Mazure, Moulin de Beauregard, Petite Vezelle, le Tromp, la Valette) à la commune de Saint-Priest.
- Le château de Beauregard date des XVIIe et XVIIIe siècles et fut remanié au XIXe siècle. En 1770, il était habité par le marquis de Lentilhac. En 1789, il appartenait à Jean-Baptiste Grellet de Beauregard, député aux États Généraux puis au baron de Baillet. Aux XIXe et XXe siècles, Beauregard possédait un équipage de chasse à courre. En 1917, le baron de Baillet était le seul habitant de la commune à être abonné au téléphone.

## Politique et administration
| Période                                  | Période  | Identité             | Étiquette | Qualité              |
| ---------------------------------------- | -------- | -------------------- | --------- | -------------------- |
| Les données manquantes sont à compléter. |          |                      |           |                      |
|                                          |          |                      |           |                      |
| 1919                                     | 1944     | Henri Paul Lenoble   |           |                      |
| 1944                                     | 1965     | Jules Parry          |           |                      |
| 1965                                     | 1988     | Xavier Fernand Parry |           |                      |
| 1988                                     | mai 2020 | Albert Bondieu       | DVG       | Agriculteur retraité |
| mai 2020                                 | En cours | Jean-Claude Dubsay   |           |                      |

## Démographie
L'évolution du nombre d'habitants est connue à travers les recensements de la population effectués dans la commune depuis 1793. Pour les communes de moins de 10 000 habitants, une enquête de recensement portant sur toute la population est réalisée tous les cinq ans, les populations de référence des années intermédiaires étant quant à elles estimées par interpolation ou extrapolation. Pour la commune, le premier recensement exhaustif entrant dans le cadre du nouveau dispositif a été réalisé en 2005.

En 2022, la commune comptait 150 habitants, en évolution de −7,41 % par rapport à 2016 (Creuse : −3,32 %, France hors Mayotte : +2,11 %).
| 1793 | 1800 | 1806 | 1821 | 1831 | 1836 | 1841 | 1846 | 1851 |
| ---- | ---- | ---- | ---- | ---- | ---- | ---- | ---- | ---- |
| 502  | 517  | 591  | 597  | 567  | 912  | 894  | 941  | 969  |

| 1856 | 1861 | 1866 | 1872 | 1876 | 1881 | 1886 | 1891 | 1896 |
| ---- | ---- | ---- | ---- | ---- | ---- | ---- | ---- | ---- |
| 930  | 891  | 882  | 886  | 857  | 870  | 841  | 846  | 805  |

| 1901 | 1906 | 1911 | 1921 | 1926 | 1931 | 1936 | 1946 | 1954 |
| ---- | ---- | ---- | ---- | ---- | ---- | ---- | ---- | ---- |
| 820  | 818  | 781  | 667  | 608  | 573  | 530  | 481  | 417  |

| 1962 | 1968 | 1975 | 1982 | 1990 | 1999 | 2005 | 2006 | 2010 |
| ---- | ---- | ---- | ---- | ---- | ---- | ---- | ---- | ---- |
| 407  | 351  | 311  | 258  | 230  | 192  | 181  | 177  | 164  |

| 2015 | 2020 | 2022 | - | - | - | - | - | - |
| ---- | ---- | ---- | - | - | - | - | - | - |
| 160  | 150  | 150  | - | - | - | - | - | - |

## Culture locale et patrimoine

### Lieux et monuments
- L'église paroissiale de Saint-Priest a un portail, classé au titre des monuments historiques depuis 1927, qui est un remploi de celui de l'ancienne église du Tromp incendiée en 1818[25],[Note 2].
- La route départementale 4 franchit la Tardes au pont de Bonlieu. Construit au Moyen Âge par les moines de la proche abbaye de Bonlieu, il est inscrit au titre des monuments historiques depuis 1936[26].
- Le château de Beauregard date des XVIIe et XVIIIe siècles et a été remanié au XIXe siècle.
- Statue de Notre-Dame des Neiges le long de la route départementale 24.

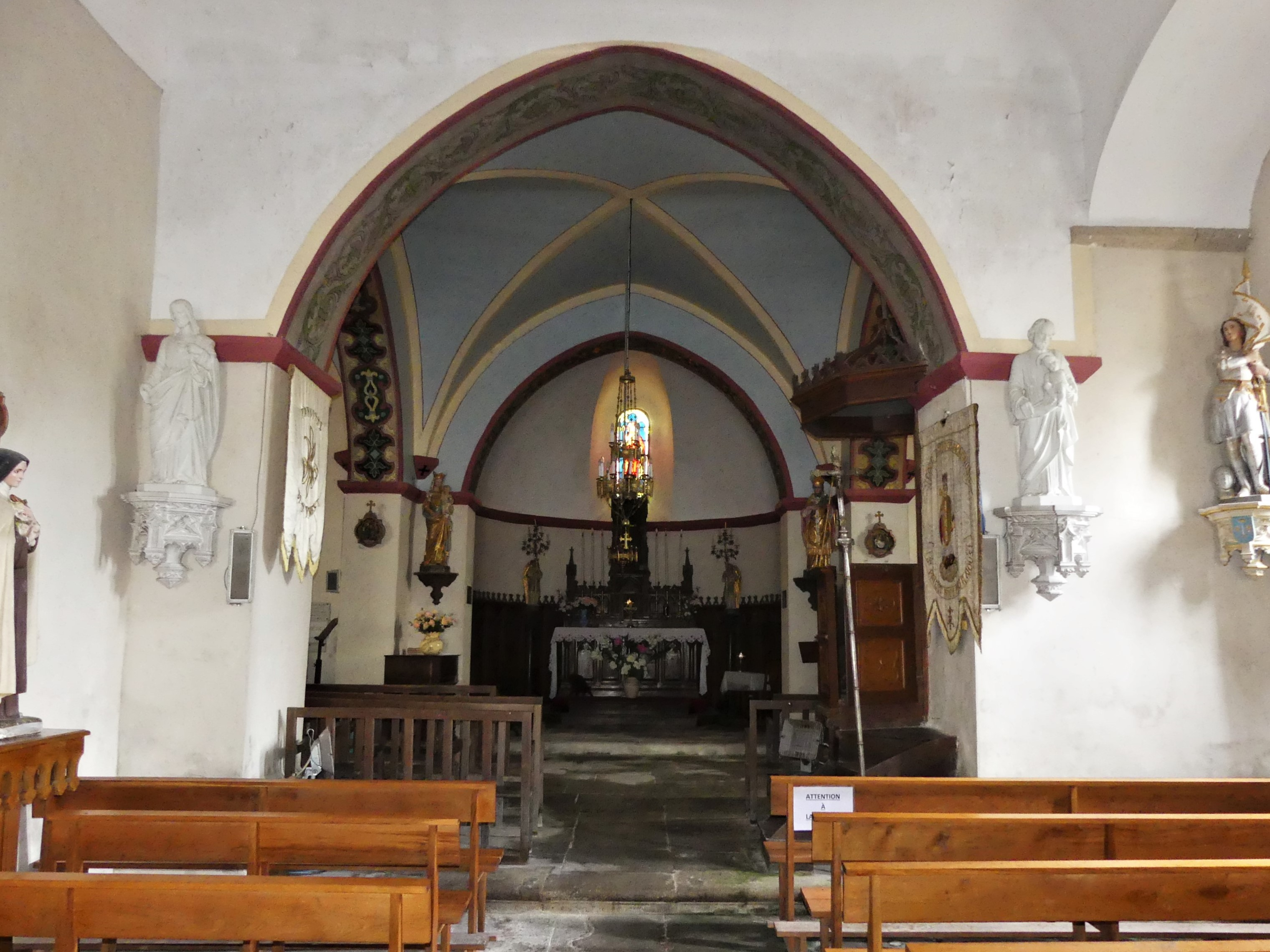
La nef de l'église.
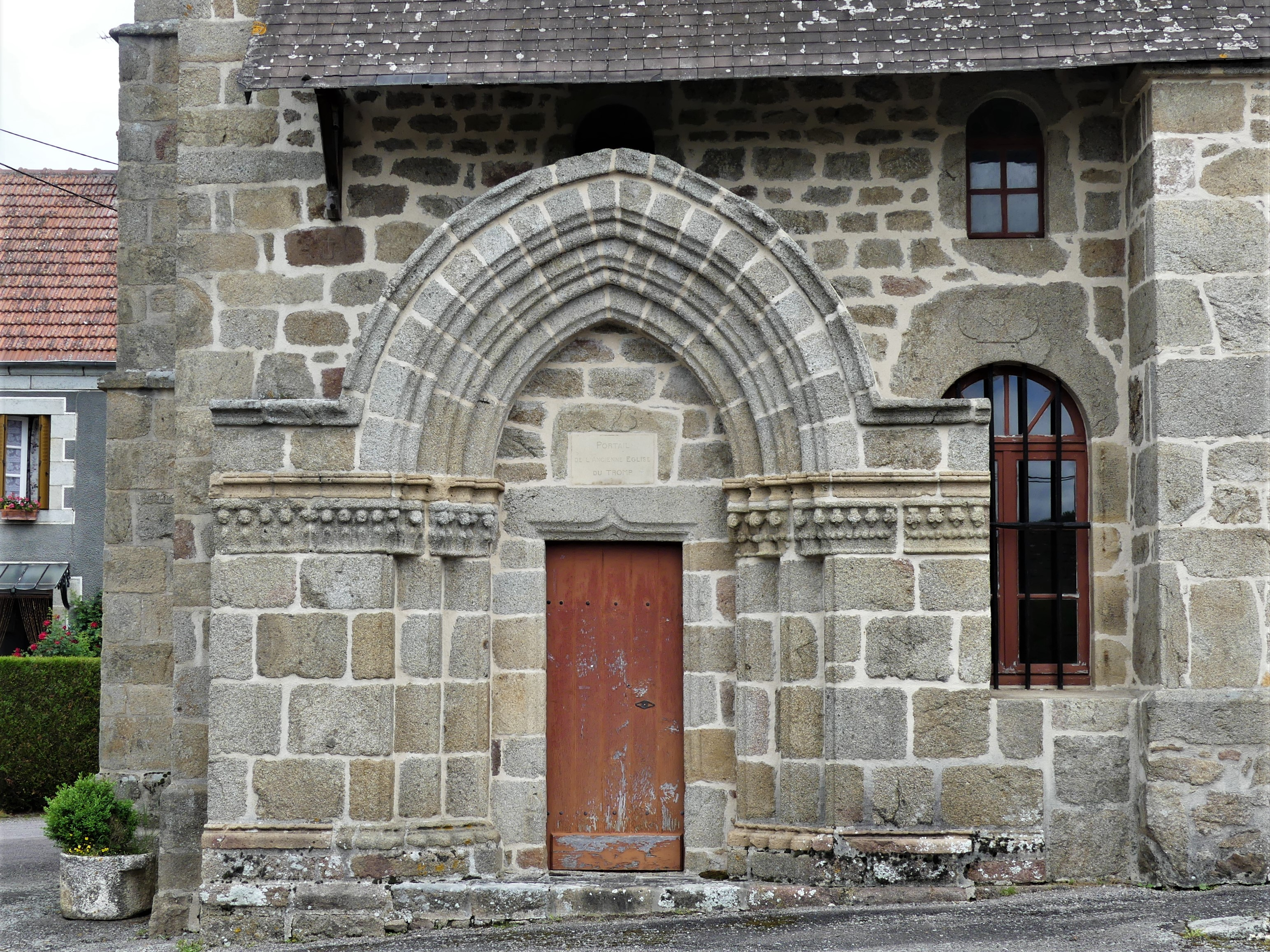
Le portail de l'ancienne église du Tromp.
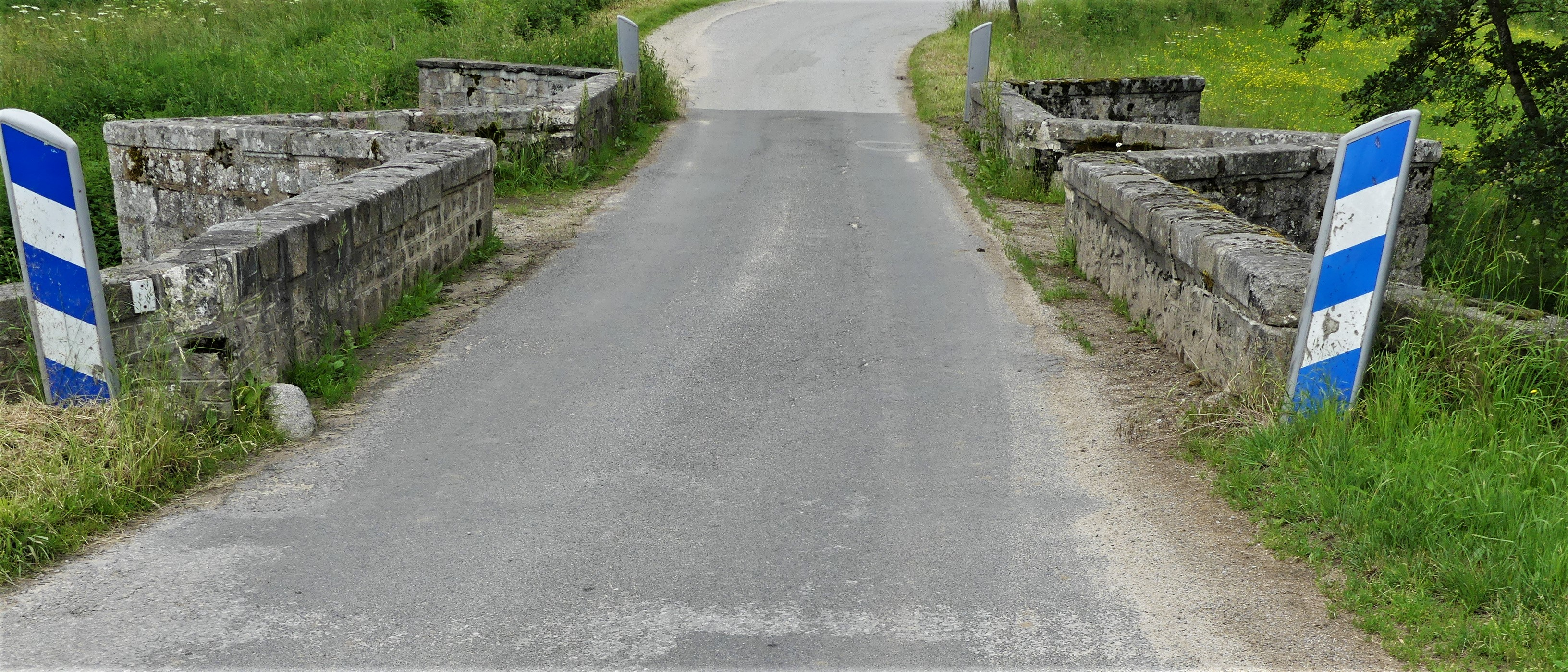
Le pont de Bonlieu.
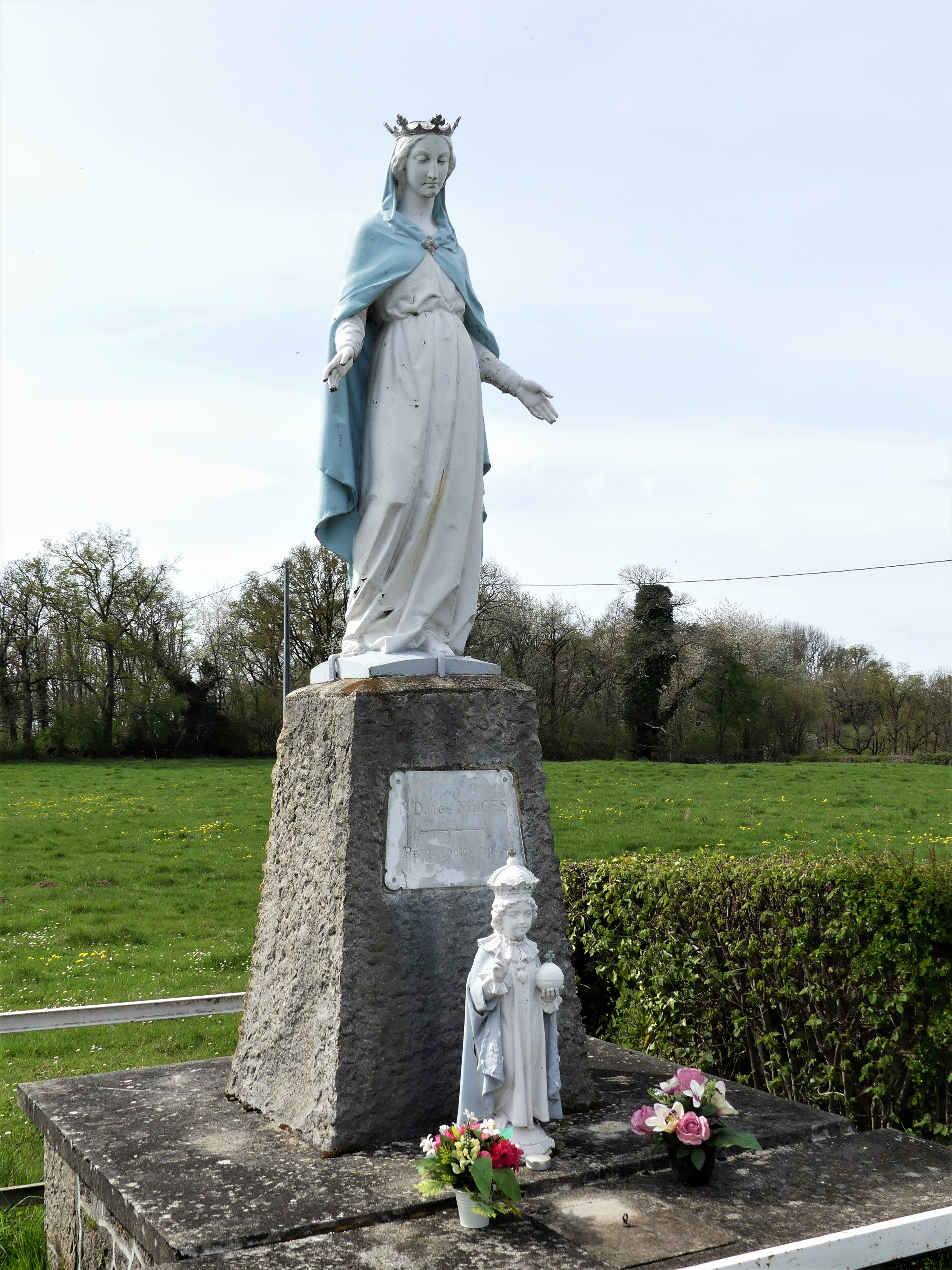
Notre-Dame des Neiges.